# Kawanehon
Kawanehon (川根本町 Kawanehon-chō?) es un pueblo en la prefectura de Shizuoka, Japón, localizado en el centro-este de la isla de Honshū, en la región de Chūbu. Tenía una población estimada de 6101 habitantes el 1 de marzo de 2021 y una densidad de población de 12 personas por km².

## Geografía
Kawanehon está localizado en el centro-norte de la prefectura de Shizuoka, a lo largo de los tramos superiores del río Ōi, con aproximadamente el 90% del área de la ciudad cubierta de bosques y montañas. Limita al norte con los Alpes japoneses, con picos que oscilan hasta los 2400 metros. Los bosques abarcan desde hayas japonesas en las elevaciones más bajas hasta pino enano siberiano en altitudes más altas y la vida silvestre incluye jabalíes y kamoshika. El área disfruta de un clima oceánico templado con veranos cálidos y húmedos e inviernos suaves y fríos. Limita con las ciudades de Shizuoka, Hamamatsu y Shimada en Shizuoka y con la ciudad de Iida en prefectura de Nagano. 

## Historia
Kawanehon está en la frontera entre las antiguas provincias de Suruga y Tōtōmi, y era principalmente territorio bajo el control directo del shogunato Tokugawa en el período Edo. Con el establecimiento del sistema de municipios modernos a principios del período Meiji en 1889, el área se reorganizó en numerosas villas dentro de los distritos de Haibara y Shida, dentro de la prefectura de Shizuoka. Kawanehon se formó el 20 de septiembre de 2005 por la fusión de los antiguos pueblos de Nakakawane y Honkawane, ambas del distrito de Haibara.

## Demografía
Según los datos del censo japonés, la población de Kawanehon ha disminuido en los últimos 70 años.
| Gráfica de evolución demográfica de Kawanehon entre 1940 y 2015 |
|                                                                 |
| Oficina de Estadística de Japón                                 |